# Ive
Ive (кор. 아이브; стилізується як IVE; читається як Айв) — південнокорейський дівочий гурт, сформований у 2021 році компанією Starship Entertainment. До складу гурту входить шість учасниць: Ґаиль, Юджін, Рей, Воньон, Ліз та Лісо. Дебют гурту відбувся 1 грудня 2021 року із сингл-альбомом Eleven. Завдяки високим продажам та швидкому росту популярності як у Кореї, так і за кордоном, гурт отримав титул «monster rookie group» та гурту, що «втілює у собі четверте покоління дівочих кей-поп гуртів».

## Назва
Назва гурту означає «I Have» (укр. «У мене є»), що символізує прагнення показати все, що у них є, у гідній «Ive» (самих себе) формі. Дівчата планують представити новий напрямок на кей-поп сцені, як гурту, що ділиться тим, що вони вже мають.
Назва фандому — DIVE, що також відображається у офіційному привітанні гурту «DIVE into IVE» (укр. «пірни у Айв»). Його назву було оприлюднено 9 грудня 2021 року.

## Кар'єра

### Пре-дебют
У 2018 році Ан Юджін та Чан Воньон брали участь у шоу на виживання Produce 48, де вони посіли 1-е та 5-е місця відповідно, і у такий спосіб потрапивши до проектного дівочого гурту IZ*ONE, що був розформований 29 квітня 2021 року. Участь у цьому проекті принесла обом широку популярність.

### 2021—2022: Дебют зElevenтаLove Dive
2 листопада Starship Entertainment оголосили, що незабаром відбудеться дебют нового дівочого гурту — вперше з моменту дебюту WJSN у 2016 році. Дебют гурту відбувся 1 грудня з сингл-альбомом Eleven, а 3 грудня вони вперше виступили на сцені музичного шоу Music Bank.
Пісня «Eleven» посіла 9-е місце у світовому чарті цифрових продажів пісень і дебютувала у Billboard Global 200 та Billboard Global. Пісня також очолила хіт-парад Hot Trending Songs. Крім того, сингл дебютував у чарті Billboard Japan Hot 100. Гурт також потрапив до глобального топ-200 Spotify, китайського музичного чарту QQ, японського — Line Music і Топ-10 всіх основних корейських музичних сайтів.
Загалом дебют гурту був успішним: вже за тиждень після дебюту, 8 грудня, Ive здобули свою першу перемогу на музичному шоу Show Champion. На той момент це був найкоротший термін для досягнення такого результату.
Крім того, Eleven зафіксував найбільшу загальну кількість продажів альбому, зафіксовану в перший тиждень після виходу серед дебютних альбомів жіночих гуртів. 27 грудня сингл «Eleven» піднявся на 4-е місце у глобальному рейтингу Spotify «Вірусний топ-50» і досяг 95-го місця у чарті Global Top 200. У регіональному чарті пісня очолила як вірусний топ-50, і топ-200 чартів Південної Кореї. Ця композиція також стала найпопулярнішою серед тих, що транслювалася на YouTube у Південній Кореї протягом двох тижнів поспіль. Платформа потокової передачі музики Tidal оголосила цей гурт найкращим виконавцем кей-поп хітів. І за чотири місяці після релізу «Eleven» перебувала у світових чартах.
5 квітня Ive випустили свій другий сингл-альбом Love Dive з однойменною головною композицією, що, згідно х офіційним прес-релізом, присвячена любові до себе. Пісня потрапила до Spotify Global Top 200, Billboard Global 200 та інших світових і локальних чартів, здобула три перемоги на корейських музичних шоу. За два тижні було продано більше 300 тис. копій альбому, що є одним із найкращих показників для жіночих кей-поп гуртів загалом.

## Учасниці
| Сценічний псевдонім | Сценічний псевдонім | Справжнє ім'я | Справжнє ім'я     | Дата народження              | Позиція у гурті                          | Офіційний колір |
| Українською         | Латиницею           | Українською   | Хангилем / Кандзі | Дата народження              | Позиція у гурті                          | Офіційний колір |
| ------------------- | ------------------- | ------------- | ----------------- | ---------------------------- | ---------------------------------------- | --------------- |
| Гаиль               | Gaeul               | Кім Ґаиль     | 김가을            | 24 вересня 2002 (22 роки)    | Головна танцюристка, реперка, вокалістка | Темно-синій     |
| Юджін               | Yujin               | Ан Юджін      | 안유진            | 1 вересня 2003 (21 рік)      | Лідерка, вокалістка                      | Зелений         |
| Рей                 | Rei                 | Наой Рей      | 直井 怜           | 3 лютого 2004 (21 рік)       | Реперка, вокалістка                      | Фіолетовий      |
| Воньон              | Wonyoung            | Чан Воньон    | 장원영            | 31 серпня 2004 (20 років)    | Вокалістка                               | Червоний        |
| Ліз                 | Liz                 | Кім Чжівон    | 김지원            | 21 листопада 2004 (20 років) | Головна вокалістка                       | Помаранчевий    |
| Лісо                | Leeseo              | Лі Хьонсо     | 이현서            | 21 лютого 2007 (18 років)    | Вокалістка, макне                        | Синій           |

## Дискографія

### Студійні альбоми
- I've IVE (2023)

### Сингл-альбоми
- Eleven (2021)
- Love Dive (2022)
- After LIKE (2022)
- Eleven (Japanese ver.) (2022)
- Love Dive (Japanese ver.) (2023)
- Kitsch (2023)

### Мініальбоми
- WAVE (2023)
- I'VE MINE (2023)

## Відеографія

### Музичні відео
| Назва       | Рік  | Режисер(и)    | Тр.  | Прим.  |
| ----------- | ---- | ------------- | ---- | ------ |
| «Eleven»    | 2021 | Jinooya Makes | 3:04 | [ 16 ] |
| «Love Dive» | 2022 | Haus of Team  | 2:58 | [ 17 ] |

### Інші відео
| Назва               | Рік  | Режисер(и)         | Прим.  |
| ------------------- | ---- | ------------------ | ------ |
| «Have What We Want» | 2021 | Rigend Film Studio | [ 18 ] |
| «Show What I Have»  | 2021 | Haus of Team       | [ 19 ] |
| «Dear. Cupid»       | 2022 | Haus of Team       | [ 20 ] |

## Фільмографія

### Реаліті-шоу
| Рік         | Назва     | Нотатки                               | Прим.  |
| ----------- | --------- | ------------------------------------- | ------ |
| 2021–2022   | 1,2,3 Ive | Реаліті-шоу, за лаштунками стажування | [ 21 ] |
| 2021–донині | Ive On    | За лаштунками життя учасниць          | [ 22 ] |

## Нагороди та номінації
| Нагорода                      | Рік  | Категорія                            | Номінант / Робота | РЕзультат | Прим.  |
| ----------------------------- | ---- | ------------------------------------ | ----------------- | --------- | ------ |
| Brand Customer Loyalty Awards | 2022 | Rookie of the Year (Female)          | Ive               | Номінація | [ 23 ] |
| Hanteo Music Awards           | 2021 | Rookie Award – Female Group          | Ive               | Перемога  | [ 24 ] |
| Hanteo Music Awards           | 2021 | Artist Award – Female Group          | Ive               | Номінація | [ 25 ] |
| Joox Thailand Music Awards    | 2022 | Top Social Global Artist of the Year | Ive               | Номінація | [ 26 ] |
| MuBeat Awards                 | 2021 | Rookie Artist (Female)               | Ive               | Перемога  | [ 27 ] |
| Seoul Music Awards            | 2021 | K-Wave Popularity Award              | Ive               | Номінація | [ 28 ] |
| Seoul Music Awards            | 2021 | Popularity Award                     | Ive               | Номінація | [ 28 ] |
| Seoul Music Awards            | 2021 | Rookie of the Year                   | Ive               | Номінація | [ 28 ] |